# 施华君
施华君（？—），男，汉族，中华人民共和国政治人物。现任中国电子科技集团公司第三十二研究所副总工程师兼航天产品部主任。第十四届全国政协委员。